# Volta a Llombardia 1964
La Volta a Llombardia 1964 fou la 58a edició de la clàssica ciclista Volta a Llombardia. La cursa es va disputar el diumenge 17 d'octubre de 1964, sobre un recorregut de 266 km. El vencedor final fou l'italià Gianni Motta (Molteni), que s'imposà davant el seu compatriota Carmine Preziosi (Pelforth-Sauvage-Lejeune) i el belga Jos Hoevenaers (Flandria-Romeo).

## Classificació general
|    | Ciclista         | Equip                    | Temps   |
| -- | ---------------- | ------------------------ | ------- |
| 1  | Gianni Motta     | Molteni                  | 6h54'00 |
| 2  | Carmine Preziosi | Pelforth-Sauvage-Lejeune | + 2'06" |
| 3  | Jos Hoevenaers   | Flandria-Romeo           | m.t.    |
| 4  | Adriano Durante  | Legnano                  | m.t.    |
| 5  | Italo Zilioli    | Carpano                  | + 2'38" |
| 6  | Michele Dancelli | Molteni                  | + 5'35" |
| 7  | Jan Janssen      | Pelforth-Sauvage-Lejeune | + 6'28" |
| 8  | Gianni Marcarini | Mercier-BP-Hutchinson    | m.t.    |
| 9  | Jo de Roo        | Saint Raphaël-Gitane     | m.t.    |
| 10 | Franco Cribiori  | Gazzola                  | m.t.    |